# 茶臼山自然植物園
茶臼山自然植物園（ちゃうすやましぜんしょくぶつえん）は、長野県長野市篠ノ井有旅にある植物園である。1977年7月27日開園。

## 概要
長野市制80周年を記念して建設され、1977年7月に開園した。1980年には隣接地に恐竜公園が開園した。

## 主な植物
- クリスマスローズニゲル
- タツタナデシコ
- 琉球ツツジ
- スイセン
- ウイッタリー
- ヤマブキ
- アジサイ
- サルビアプラテンシストワイライトセレナーデ
- ヘレニウム
- アガパンサス
- ホトトギス
- リグラリア

## 施設

### 営業

#### 開園期間
営業：3月中下旬～11月下旬
休業：12月旬～3月中下旬※冬期間は、積雪及び凍結による事故の未然防止のため休園

#### 入園料
無料

### アクセス
- 車：長野自動車道更埴ＩＣから約25分

上信越自動車道長野ＩＣから約30分（茶臼山動物園南口ゲートから約600ｍ）
- 電車：ＪＲ信越本線・篠ノ井線、しなの鉄道篠ノ井駅東口からタクシーで1５分。
- 駐車場：あり

## 所在地
- 〒388-8016 長野県長野市篠ノ井有旅570

## 近隣の施設
- 長野市茶臼山恐竜公園
- 長野市茶臼山動物園